# Sangue (umore)

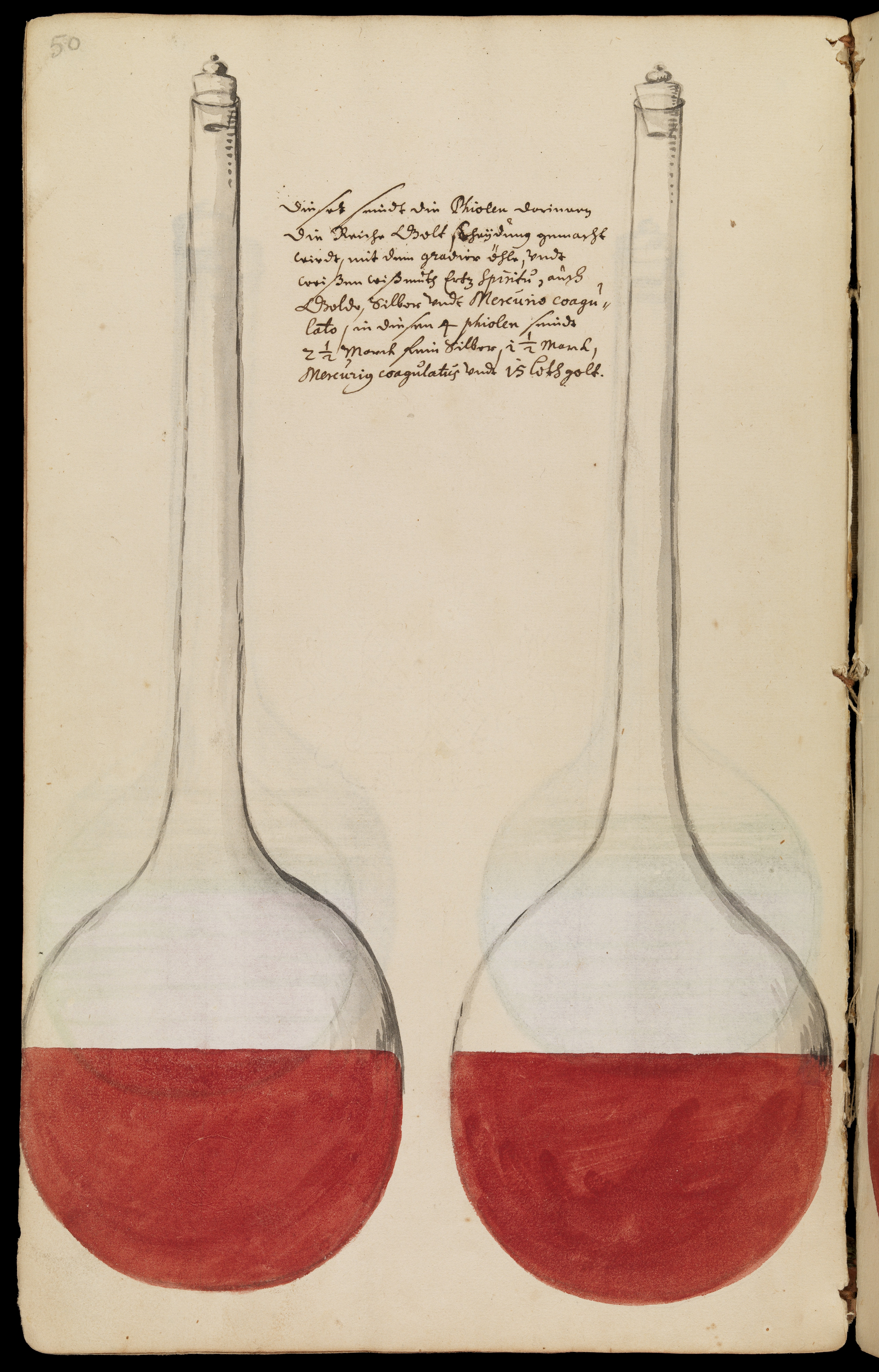
Illustrazione da un trattato alchemico del 1677

Il sangue inteso come umor rosso aveva nella medicina umorale di derivazione ippocratica un significato molto più vasto di quello attribuito al suo aspetto fisico e meramente biologico. In particolare, costituiva uno dei quattro umori, insieme al flegma e alla bile gialla e nera.
Descritto da Goethe come un «succo molto particolare», il sangue era considerato in svariati contesti culturali, anche lontani tra loro, come la sede della vita e delle forze ancestrali, sia in ambito giudaico-cristiano, che ad esempio in quello cinese.
Nella tradizione occidentale era ritenuto un fluido caldo e umido, generato dall'archetipo dell'aria.

Simbolo archetipico dell'aria, dalle proprietà calde e umide che definiscono l'umore rosso (le cui caratteristiche tuttavia si ritrovano in parte anche nell'elemento fuoco)

## Etimologia
Il termine deriva dal latino sanguis (arcaicamente sanguen), indicante il sangue «sottile» per distinguerlo da quello «denso» detto cruor, che invece è raggrumato perché sgorgato da una ferita.
Isidoro da Siviglia nelle sue Etymologiae sostiene che sangue significa quindi «soave», perché infatti la sua predominanza nel temperamento rende dolci e delicate le persone.

## Storia

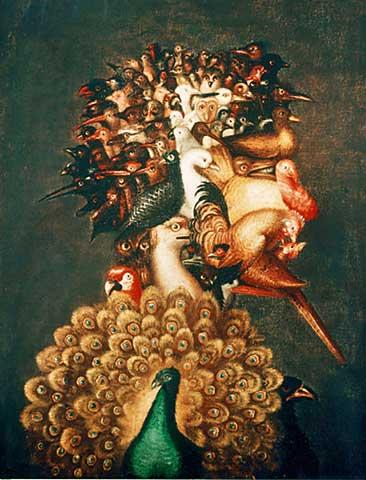
Composizione con animali dell'aria, di Giuseppe Arcimboldo (1566)

Secondo l'antica teoria umorale, il sangue è un umore caldo e umido, comprendente sia quello venoso che arterioso: il primo, secondo Galeno, veniva prodotto dal fegato, dove riceveva il nutrimento proveniente dal cibo digerito nell'intestino per inviarlo alla parte destra del cuore; dai polmoni e dal cuore sinistro invece si originava  il sangue arterioso, che qui riceveva lo spirito vitale incaricandosi di trasportarlo in tutto l'organismo.
La prevalenza del sangue in una persona sugli altri tre umori (flegma, bile gialla e bile nera) avrebbe determinato il temperamento sanguigno, caratterizzato da impulsività, giovialità e frivolezza.
Il medico umanista Thomas Elyot (1490-1546) assegnava al sangue un valore prioritario rispetto agli altri tre umori.
Esso infatti possedeva la capacità di conservare e proteggere la vitalità del corpo grazie al suo calore mite e alla sua umidità. Se tuttavia si fosse mescolato con gli altri umori, o la presenza di questi si fosse alterata, sarebbe intervenuto uno squilibrio (discrasia), portandolo ad una temperatura impropria.

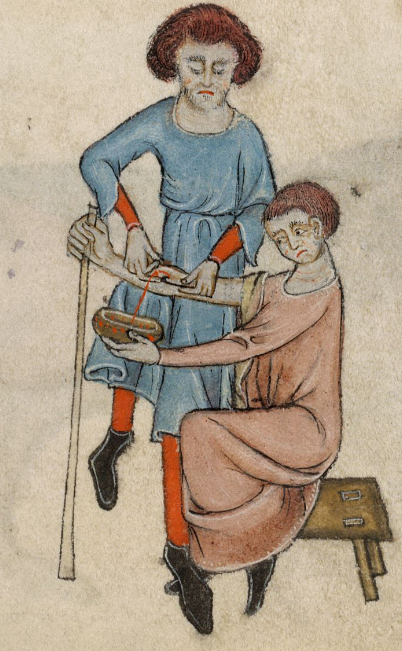
Un salasso di sangue

Essendo il sangue l'umore dominante, Galeno riteneva che fosse quello da tenere maggiormente sotto controllo. Al fine di bilanciare gli umori per ripristinare una giusta eucrasia, un medico avrebbe potuto rimuovere il sangue ritenuto in eccesso, detto pletora, i cui sintomi andavano dalla febbre, all'apoplessia alla cefalea, anche ricorrendo al salasso, da praticare secondo regole e in momenti precisi.
Per il resto, i rimedi prescritti per curare un eccesso di sangue consistevano in una modifica del contesto ambientale e soprattutto dell'alimentazione, introducendo cibi freddi e secchi che riequilibrassero l'umore caldo e umido, gli stessi utilizzati per controbilanciare un temperamento sanguigno troppo frivolo e volubile.

### Qualità
Come ogni umore, il sangue era da intendere non tanto come una sostanza fisica, bensì come una qualità, un principio sottile appartenente al piano eterico, che per la legge di analogia assumeva semmai una manifestazione grossolana e tangibile nel fluido ematico del sistema circolatorio.
Presso le mitologie e le dottrine astrologiche il sangue risulta tradizionalmente associato a Marte, sebbene si tratti di un collegamento attinente più che altro ai suoi aspetti estremi, come i sacrifici di sangue, le violenze e gli eccessi di forza. Mentre il Capricorno con Marte in esaltazione presiede alla sua emopoiesi, è Giove, pianeta dell'aria, a governare la sua ossigenazione e la circolazione arteriosa.
Essenza sacra per il Cristianesimo, il sangue rappresenta in genere il fondamento della vita, recante in particolare l'impronta ed il nucleo specifico dell'individualità, come ad esempio nella medicina antroposofica.
In analogia con le sue proprietà calde e umide, il sangue è associato inoltre alla primavera, all'infanzia, e al mattino.

## Altre culture

### Medicina cinese
Anche nella medicina cinese, al sangue (xue) sono attribuite proprietà non tanto corporee, quanto energetiche e funzionali, affini al Qi, cioè all'essenza vitale e spirituale che circola nell'organismo umano. Vi è una stretta relazione tra Qi e sangue, un rapporto complementare sul modello di quello tra yin e yang.
In particolare, se «il Qi comanda il sangue», «il sangue è la madre del Qi». È la circolazione del Qi a consentire la circolazione del sangue, ed una sua carenza si ripercuote in una scarsa produzione di sangue. Lo xue, d'altra parte, costituisce il sostrato materiale del Qi.
I sintomi tipici di una mancanza di xue, di solito denominata «vacuità del sangue» (in pinyin xuě xū) sono descritti come carnagione pallida o avvizzita, vertigini, visione offuscata, palpitazioni, insonnia, intorpidimento delle estremità, lingua pallida, polso debole.